# Chalepoxenus
Chalepoxenus é um género de formigas, onde se classificam 8 espécies de distribuição restrita, muitas delas em estado de conservação vulnerável.
- Chalepoxenus brunneus
- Chalepoxenus kutteri
- Chalepoxenus muellerianus
- Chalepoxenus spinosus
- Chalepoxenus tarbinskii
- Chalepoxenus tauricus
- Chalepoxenus tramieri
- Chalepoxenus zabelini